# LGA 1155

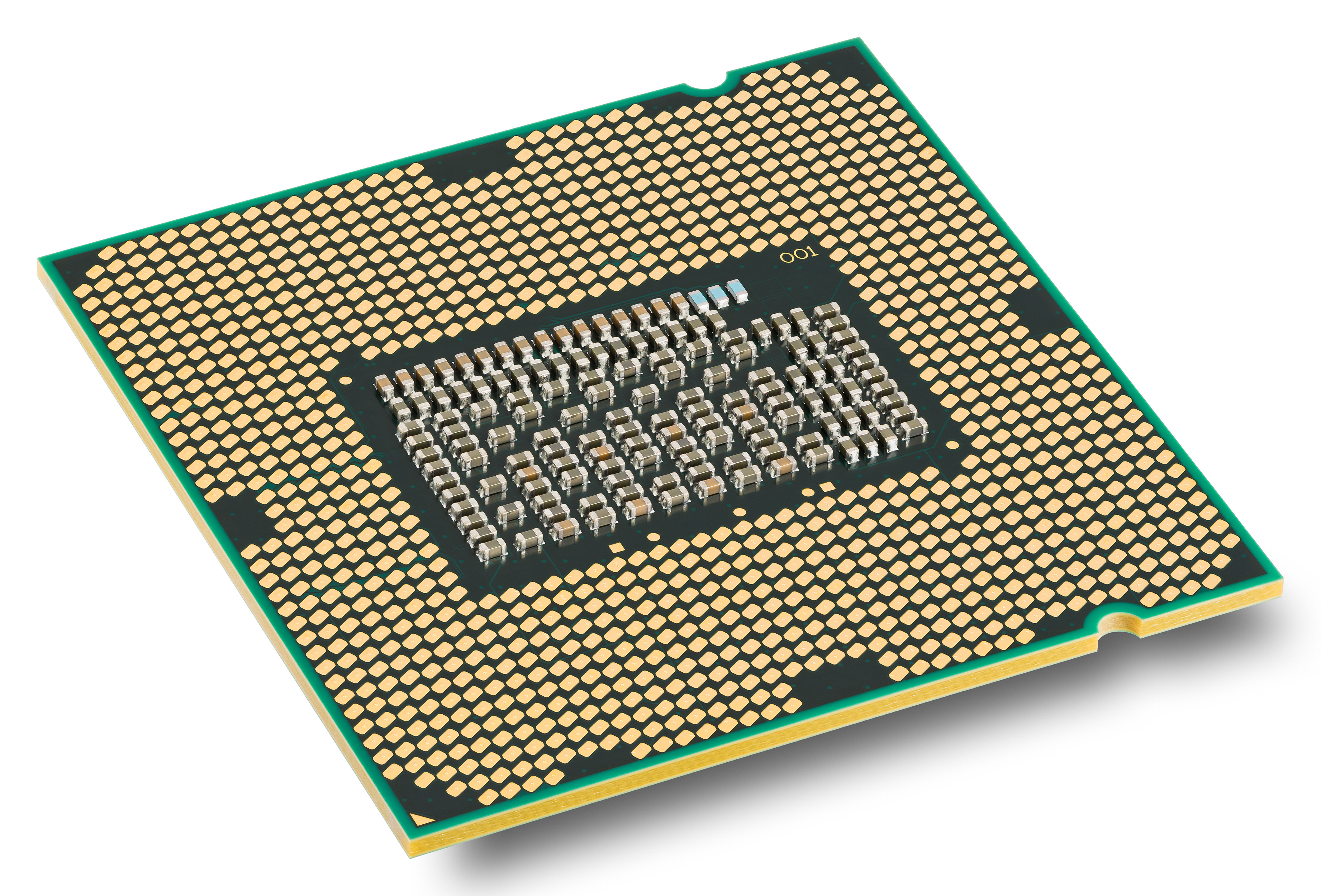
Vista do soquete LGA 1155 em uma CPU modelo Intel Core i7 Sandy Bridge 2600K

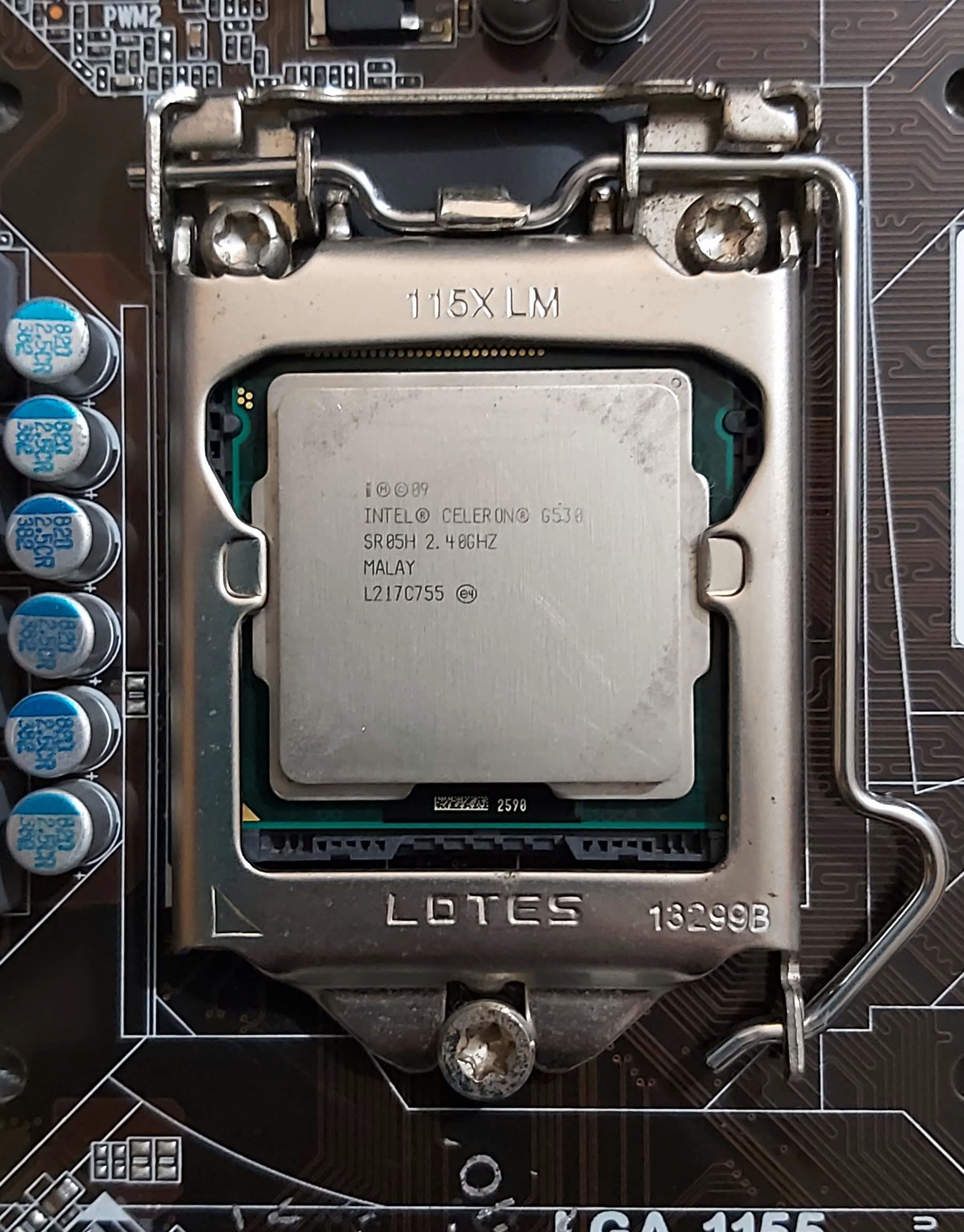
Celeron G530 "Sandy Bridge" instalado em um soquete 1155

LGA 1155 também conhecido como Socket H2 é um soquete usado para microprocessadores Intel baseados nas microarquiteturas Sandy Bridge (2ª geração, 32nm, 2k-series) e Ivy Bridge (3ª-Gen, 22nm, 3k-series).
É o sucessor do LGA 1156 (conhecido como Socket H) e foi sucedido pelo LGA 1150. Junto com variações selecionadas do socket LGA 2011, foi o último soquete Intel a oferecer suporte total ao Windows XP, Windows Server 2003, Windows Vista e Windows Server 2008.
LGA 1155 tem 1155 pinos salientes para fazer contato com as almofadas no processador. Os pinos são dispostos em uma matriz de 40 x 40 com um vazio central de 24 x 16 e 61 pinos omitidos adicionais (dois adjacentes ao vazio central, seis em cada um dos quatro cantos e 35 em grupos ao redor do preímetro), resultando na contagem de 1600 - 384 - 61 = 1155 pinos. Os processadores para soquetes LGA 1155 e LGA 1156 não são comatíveis entre si, pois possuem entalhes de soquete diferentes.
LGA 1155 também marcou o início da inicialização segura com suporte em algumas placas posteriores.

## Dissipador de calor
Os 4 furos para fixação do dissipador decalor na placa-mãe são colocados em um quadrado com comprimento lateral de 75 mm para os soquetes Intel LGA 1156, LGA 1155, LGA 1150, LGA 1151 e LGA 1200. As soluções de refrigeração devem, portanto, ser intercambiáveis.
Os sistemas de resfriamento são compatíveis entre os soquetes LGA 1155 e LGA 1156, pois os processadores têm as mesmas dimensões, perfil e construção, e níveis semelhantes de produção de calor.

## Família de chipsetsSandy Bridge
Os chipsets Sandy Bridge, exceto B65, Q65 e Q67, suportam as CPUs Sandy Bridge e Ivy Bridge por meio de uma atualização de BIOS. Os processadores baseados em Sandy Bridge suportam oficialmente até memória DDR3-1333, no entanto, na prática, velocidades de até DDR3-2133 foram testadas para funcionar com sucesso.
O chipset H61 suporta apenas um módulo de memória DIMM de dupla face (módulo RAM) por canal de memória e, portanto, é limitado a 16 GB em vez de 32 GB como os outros suportam. Em placas-mãe baseadas em H61 com quatro slots DIMM, apenas quatro DIMMs de um lado podem ser instalados.
| Nome                                                                      | Nome                                                                      | H61               | B65               | Q65              | Q67              | H67              | P67                                     | Z68                                     |
| ------------------------------------------------------------------------- | ------------------------------------------------------------------------- | ----------------- | ----------------- | ---------------- | ---------------- | ---------------- | --------------------------------------- | --------------------------------------- |
| Overclocking                                                              | Overclocking                                                              | GPU               | GPU               | GPU              | GPU              | GPU              | CPU + RAM                               | CPU + GPU + RAM                         |
| Permite o uso de GPU integrada com Intel Clear Video Technology           | Permite o uso de GPU integrada com Intel Clear Video Technology           | Sim               | Sim               | Sim              | Sim              | Sim              | Não                                     | Sim                                     |
| Portas USB 2.0 máximas                                                    | Portas USB 2.0 máximas                                                    | 10                | 12                | 14               | 14               | 14               | 14                                      | 14                                      |
| Portas SATA máximas                                                       | 2.0                                                                       | 4                 | 4                 | 4                | 4                | 4                | 4                                       | 4                                       |
| Portas SATA máximas                                                       | 3.0                                                                       | 0                 | 1                 | 2                | 2                | 2                | 2                                       | 2                                       |
| Configuração PCIe principal                                               | Configuração PCIe principal                                               | 1 × PCIe 2.0 ×16  | 1 × PCIe 2.0 ×16  | 1 × PCIe 2.0 ×16 | 1 × PCIe 2.0 ×16 | 1 × PCIe 2.0 ×16 | - 1 × PCIe 2.0 ×16 ou - 2 × PCIe 2.0 ×8 | - 1 × PCIe 2.0 ×16 ou - 2 × PCIe 2.0 ×8 |
| PCIe secundário                                                           | PCIe secundário                                                           | 6 × PCIe 2.0 ×1   | 8 × PCIe 2.0 ×1   | 8 × PCIe 2.0 ×1  | 8 × PCIe 2.0 ×1  | 8 × PCIe 2.0 ×1  | 8 × PCIe 2.0 ×1                         | 8 × PCIe 2.0 ×1                         |
| Suporte a PCI convencional support                                        | Suporte a PCI convencional support                                        | Não               | Sim               | Sim              | Sim              | Não              | Não                                     | Não                                     |
| Intel Rapid Storage Technology (RAID)                                     | Intel Rapid Storage Technology (RAID)                                     | Não               | Não               | Não              | Sim              | Sim              | Sim                                     | Sim                                     |
| Smart Response Technology                                                 | Smart Response Technology                                                 | Não               | Não               | Não              | Não              | Não              | Não                                     | Sim                                     |
| Suporte para processador Ivy Bridge                                       | Suporte para processador Ivy Bridge                                       | Sim               | Não               | Não              | Não              | Sim              | Sim                                     | Sim                                     |
| Intel Active Management, Trusted Execution, Anti-Theft, e vPro Technology | Intel Active Management, Trusted Execution, Anti-Theft, e vPro Technology | Não               | Não               | Não              | Sim              | Não              | Não                                     | Não                                     |
| Data de lançamento                                                        | Data de lançamento                                                        | Fevereiro de 2011 | Fevereiro de 2011 | Maio de 2011     | Maio de 2011     | Janeiro de 2011  | Janeiro de 2011                         | Maio de 2011                            |
| TDP máximo                                                                | TDP máximo                                                                | 6.1 W             | 6.1 W             | 6.1 W            | 6.1 W            | 6.1 W            | 6.1 W                                   | 6.1 W                                   |
| Litografia de chipset                                                     | Litografia de chipset                                                     | 65 nm             | 65 nm             | 65 nm            | 65 nm            | 65 nm            | 65 nm                                   | 65 nm                                   |

## Família de chipsetsIvy Bridge
Todos os chipsets e placas-mãe Ivy Bridge suportam CPUs Sandy Bridge e Ivy Bridge. Os processadores baseados em Ivy Bridge suportão oficialmente até DDR3-1600, desde DDR3-1333 de Sandy Bridge. Alguns chipsets de consumo Ivy Bridge também permitirão overclock de processadores K-series.
| Nome                                   | Nome                                   | B75              | Q75              | Q77              | C216             | H77              | Z75                                     | Z77                                                                            |
| -------------------------------------- | -------------------------------------- | ---------------- | ---------------- | ---------------- | ---------------- | ---------------- | --------------------------------------- | ------------------------------------------------------------------------------ |
| Overclocking                           | Overclocking                           | CPU (Bclk) + GPU | CPU (Bclk) + GPU | CPU (Bclk) + GPU | CPU (Bclk) + GPU | CPU (Bclk) + GPU | CPU + GPU + RAM                         | CPU + GPU + RAM                                                                |
| Permite o uso de GPU integrada         | Permite o uso de GPU integrada         | Sim              | Sim              | Sim              | Sim              | Sim              | Sim                                     | Sim                                                                            |
| Intel Clear Video                      | Intel Clear Video                      | Sim              | Sim              | Sim              | Sim              | Sim              | Sim                                     | Sim                                                                            |
| RAID                                   | RAID                                   | Não              | Sim              | Sim              | Sim              | Sim              | Sim                                     | Sim                                                                            |
| Portas USB máximas                     | 2.0                                    | 8                | 10               | 10               | 10               | 10               | 10                                      | 10                                                                             |
| Portas USB máximas                     | 3.0                                    | 4                | 4                | 4                | 4                | 4                | 4                                       | 4                                                                              |
| Portas SATA máximas                    | 2.0                                    | 5                | 5                | 4                | 4                | 4                | 4                                       | 4                                                                              |
| Portas SATA máximas                    | 3.0                                    | 1                | 1                | 2                | 2                | 2                | 2                                       | 2                                                                              |
| Configuração PCIe principal            | Configuração PCIe principal            | 1 × PCIe 3.0 ×16 | 1 × PCIe 3.0 ×16 | 1 × PCIe 3.0 ×16 | 1 × PCIe 3.0 ×16 | 1 × PCIe 3.0 ×16 | - 1 × PCIe 3.0 ×16 ou - 2 × PCIe 3.0 ×8 | - 1 × PCIe 3.0 ×16 ou - 2 × PCIe 3.0 ×8 ou - 1 × PCIe 3.0 ×8 e 2 × PCIe 3.0 ×4 |
| PCIe secundário                        | PCIe secundário                        | 8 PCIe 2.0 ×1    | 8 PCIe 2.0 ×1    | 8 PCIe 2.0 ×1    | 8 PCIe 2.0 ×1    | 8 PCIe 2.0 ×1    | 8 PCIe 2.0 ×1                           | 8 PCIe 2.0 ×1                                                                  |
| PCI convencional                       | PCI convencional                       | Sim              | Sim              | Sim              | Sim              | Não [ 11 ]       | Não [ 11 ]                              | Não [ 11 ]                                                                     |
| Intel Rapid Storage Technology         | Intel Rapid Storage Technology         | Não              | Não              | Sim              | Sim              | Sim              | Sim                                     | Sim                                                                            |
| Intel Anti-Theft Technology            | Intel Anti-Theft Technology            | Sim              | Sim              | Sim              | Sim              | Sim              | Sim                                     | Sim                                                                            |
| Smart Response Technology              | Smart Response Technology              | Não              | Não              | Sim              | Sim              | Sim              | Não                                     | Sim                                                                            |
| Elegibilidade da plataforma Intel vPro | Elegibilidade da plataforma Intel vPro | Não              | Não              | Sim              | Sim              | Não              | Não                                     | Não                                                                            |
| Data de lançamento                     | Data de lançamento                     | Abril de 2012    | Abril de 2012    | Abril de 2012    | Maio de 2012     | Abril de 2012    | Abril de 2012                           | Abril de 2012                                                                  |
| TDP máximo                             | TDP máximo                             | 6.7 W            | 6.7 W            | 6.7 W            | 6.7 W            | 6.7 W            | 6.7 W                                   | 6.7 W                                                                          |
| Litografia de chipset                  | Litografia de chipset                  | 65 nm            | 65 nm            | 65 nm            | 65 nm            | 65 nm            | 65 nm                                   | 65 nm                                                                          |

## NVMe
Um usuário PCGHX escreveu um artigo no site PC Games Hardware descrevendo como pegar módulos UEFI de algumas placas-mãe Z97 e usá-los com uma placa mãe Z77 para fazer com que a última suporte a inicialização de um SSD usando o protocolo [[NVM Express}}, em vez do protocolo AHCI. Esse artigo afirma que as placas-mãe Z97 foram as primeiras a  suportar oficialmente e totalmente o protocolo NVMe.
Os mods descritos também funcionam com placas-mãe de chipset B75.